# Бесомар
Бесомар је демон из старословенске митологије, демон грозоте и одвратности често поистовећиван са вукодлаком или вампиром. Због сличних карактеристика, многи истраживачи митова, посебно балканолози, поистовећивали су вампира, вукодлака и бесомара, тврдећи да су то само три различита имена за истог демона. Између вампира и вукодлака се лако може уочити велики број разлика па се могу разликовати, али не може се тврдити исто и за Бесомара. Први део његовог имена, бес, има исти назив као назив за демона, злодуха, који се увлачи у човека или животињу који након тога побесне. Други део његовог имена би могао имати везе са називом мора. Због тога се на овај начин дошло до израза бесни мор. Такође, постоји идеја о повезаности Бесомара са бесовима и злодусима. Такође се наводи да је Бесомар у ствари њихов вођа, старешина свих злодуха. По неким изворима, Бесомар би могао бити и други назив за краља мртвих, који би могао да буде сам Црнобог, апсолутни и једини владар подземља.

## Бес
Бес је биће из старословенске митологије, зао дух који се увлачи у животињу или човека и који их тера да побесне. Беснило према народном веровању настаје када неко пљује у ватру. Ово се лечи сливањем олова, што је поступак којим особа која врача сазнаје узрок овог беснила, као и начин да се оно уклони. Када уђе бес у некога, према другом веровању из Србије, каже се да му се слива вода низ моћи, тј. мошти, мртвачке кости, и онда се болеснику даје да је пије, што га наводно излечи и поврати у нормално стање свести. Вук Караџић је у свом Ријечнику навео да кад нека особа побесни, сигурно је у њој грех или ђаво. Постоји народно тумачење да беснило изазивају душе мртвих, мртвачки демони када уђу у човека. Други извор наводи да беснило изазивају зли духови у служби разних чаробњака и који зло наносе по жељи својих господара. Трећи извор наводи да су сви бесови у служби једног јединог господара - Бесомара. Бесови, понегде и јади су мрачни духови који нападају људе - уђу у тело човека и обузимају га изнутра. На тај начин добијају потпуну власт над човеком, наводећи га на разне лоше ствари као што су лаж, пороци, блуд или безумно понашање. Бес се, током времена, претворио у именицу која представља гнев, емоцију која га најбоље описује.